# Dellona
Dellona – miasto w Stanach Zjednoczonych, w stanie Wisconsin, w hrabstwie Sauk.